# Jagdgeschwader 132
Jagdgeschwader 132 (dobesedno slovensko: Lovski polk 132; kratica JG 132) je bil lovski letalski polk (Geschwader) v sestavi nemške Luftwaffe.

## Organizacija
- štab
- I. skupina
- II. skupina
- III. skupina
- IV. skupina

## Vodstvo polka
Poveljniki polka (Geschwaderkommodore)
- Major Johann Raithel: 1. april 1936
- Hauptmann Gerd von Massow: 9. junij 1936
- Oberst Eduard Ritter von Schleich: 1. november 1938